# 北关古窑遗址
北关古窑遗址，位于中国广东省潮州市市区，为潮州市的一个市、县级文物保护单位，类型为古遗址，公布时间为1987年12月。
北关古窑遗址的历史年代为宋代。